# Orientgråfågel
Orientgråfågel (Coracina javensis) är en fågel i familjen gråfåglar inom ordningen tättingar.

## Utbredning och systematik
Orientgråfågeln förekommer i södra och sydöstra Asien. Den delas in i sex underarter med följande utbredning:
- Coracina javensis javensis – Java och Bali
- Coracina javensis nipalensis – Himalaya från norra Pakistan till nordöstra Indien och Bangladesh
- Coracina javensis andamana – Andamanerna
- Coracina javensis siamensis – södra Kina (Yunnan) och Myanmar till Thailand och Indokina
- Coracina javensis larvivora – Hainan
- Coracina javensis rexpineti – sydöstra Kina, Taiwan, norra Laos och norra Vietnam

Tidigare utgjordes Coracina javensis enbart av nominatformen, då med det svenska namnet javagråfågel. På grund av likheter i läten och morfologi har dock fem underarter traditionellt placerade i Coracina macei förts till arten och det svenska namnet har justerats därefter. 

## Status
IUCN kategoriserar arten som livskraftig.